# Rete di autobus a transito rapido di Nantes
La rete di autobus a transito rapido di Nantes (nota in francese come Busway de Nantes) è un sistema di autobus a transito rapido a servizio della città di Nantes, nei Paesi della Loira.
La rete, gestita da SÉMITAN, comprende attualmente due linee, numerate 4 e 5.

## Rete
La rete di autobus a transito rapido di Nantes è composta da due linee:
| Linea | Percorso                           | Apertura | Ultima estensione | km | Fermate | Percorrenza |
| ----- | ---------------------------------- | -------- | ----------------- | -- | ------- | ----------- |
| 4     | Foch-Cathédrale <> Porte de Vertou | 2006     | -                 | 7  | 15      | 20'         |
| 5     | Gare Sud <> Hangar à Bananes       | 2020     | -                 | 6  | 15      | 20'         |

## Storia
Dopo l'apertura della linea 3 della rete tranviaria di Nantes nel 2000, si era inizialmente previsto di estenderla verso Saint-Sébastien-sur-Loire e Vertou. Tuttavia, dopo alcuni studi, si è deciso di abbandonare il progetto nel 2001, poiché il numero stimato di nuovi passeggeri (17 000 al giorno) non giustificava l'elevato costo dell'opera (135 milioni di euro per 4 km). Anche il disimpegno finanziario dello Stato francese ha influito sulla decisione.
In alternativa, la metropoli di Nantes ha optato per una soluzione più economica ma con un servizio simile a quello di un tram: l'autobus a transito rapido, un autobus ad alta capacità e frequenza, che viaggia per lo più su corsie riservate.
Nel dicembre 2002 il progetto viene approvato ufficialmente, e dopo una consultazione pubblica nel 2004, i lavori iniziano nel marzo 2005. La linea 4 parte da Place Maréchal-Foch e arriva fino a Porte de Vertou, passando sull'isola di Nantes.
Nel marzo 2005, il concetto di "Busway" viene formalizzato in collaborazione con Transdev e SÉMITAN, rendendo la linea 4 la prima linea di autobus a transito rapido di Francia.
I veicoli utilizzati sono 20 autobus Mercedes-Benz Citaro G a gas naturale, consegnati da metà settembre 2006. La linea è stata inaugurata il 4-5 novembre 2006 e messa in servizio il 6 novembre.
L'investimento totale è stato di 75 milioni di euro, di cui 60 milioni per l’infrastruttura, 11 milioni per i veicoli e 4 milioni per l'acquisto dei terreni.
Dopo il successo ottenuto con la linea 4 e considerando la crescente domanda sulla linea C5, particolarmente sovraccarica, la metropoli di Nantes ha annunciato il 7 giugno 2019 la trasformazione della linea C5 nella linea 5 del Busway. Questo cambiamento ha permesso di aumentare la frequenza delle corse e migliorare l’accessibilità della linea, grazie anche all’installazione di distributori automatici di biglietti e di rampe per persone a mobilità ridotta presso le fermate. Inoltre, sono stati introdotti gli autobus Citaro G precedentemente in servizio sulla linea 4, che a loro volta erano stati sostituiti dai nuovi Hess lighTram.
La nuova linea 5 è entrata ufficialmente in servizio il 27 febbraio 2020.

### Progetti
Il 7 giugno 2019, la metropoli di Nantes ha annunciato il progetto di una nuova linea di trasporto pubblico che collegherà gli hub di Greneraie e Pirmil a Bouguenais. Si snoderà lungo tutta la Route de Pornic, fino all'esterno della tangenziale, e farà parte dell'annunciato progetto di riconfigurazione di questa arteria (una corsia condivisa e riqualificata riservata al trasporto pubblico e al carpooling).

Nel febbraio 2021, la creazione di questa nuova linea di autobus a transito rapido è stata definitivamente decisa, ma la linea partirà dalla stazione di Nantes attraverso l'Isola di Nantes e la Route de Pornic tra Rezé e Bouguenais, per poi utilizzare la tangenziale lungo una corsia preferenziale, fino all'aeroporto.

Il progetto di creare o prolungare una delle tre nuove linee tranviarie verso l'aeroporto, presentato come troppo costoso, non è stato mantenuto. Questa nuova linea servirà anche una nuova fermata ferroviaria che verrà creata nei pressi dell'aeroporto.

## Materiale rotabile
| Costrutture   | Modello                | Numerazione | Utilizzo sulle linee | Gestore |
| ------------- | ---------------------- | ----------- | -------------------- | ------- |
| Hess          | lighTram 25 TOSA       | 201-222     | 4                    | SÉMITAN |
| Mercedes-Benz | Citaro G GNV BHNS      | 701-720     | 5                    | SÉMITAN |
| Iveco Bus     | Urbanway 18 GNV Hybrid | 801-820     | 5                    | SÉMITAN |